# Slavkovce
Slavkovce é um município da Eslováquia, situado no distrito de Michalovce, na região de Košice. Tem 9,18 km² de área e sua população em 2018 foi estimada em 705 habitantes.

## Demografia
| Ano:        | 1994 | 2004    | 2014    | 2024   |
| ----------- | ---- | ------- | ------- | ------ |
| Broj ljudi: | 513  | 609     | 674     | 739    |
| Razlika:    |      | +18,71% | +10,67% | +9,64% |

| Ano:               | 2023 | 2024   |
| ------------------ | ---- | ------ |
| Número de pessoas: | 728  | 739    |
| Diferença:         |      | +1,51% |